# Шма
Шемá (івр. שְׁמַע, послухай; почуй, зрозумій, усвідом, заклик до уважного слухання і розуміння) — єврейський літургійний текст, що складається трьох цитат з Тори про єдиного Б-га, любов до Нього і вірність Його 613 заповідям.
Заповіддю Тори є читання лише одного рядка: 'Слухай, Ізраїль! Вс-вишній Б-г наш, Вс-вишній єдиний!' (Повторення Закону 6:4-9)
У єврейському духовному житті Шма займає центральне місце. Складається з Повторення Закону 6:4-9 [Архівовано 26 квітня 2021 у Wayback Machine.], 11:13-21 [Архівовано 26 квітня 2021 у Wayback Machine.], Книга Числа 15:37-41 [Архівовано 26 квітня 2021 у Wayback Machine.].

## Історія

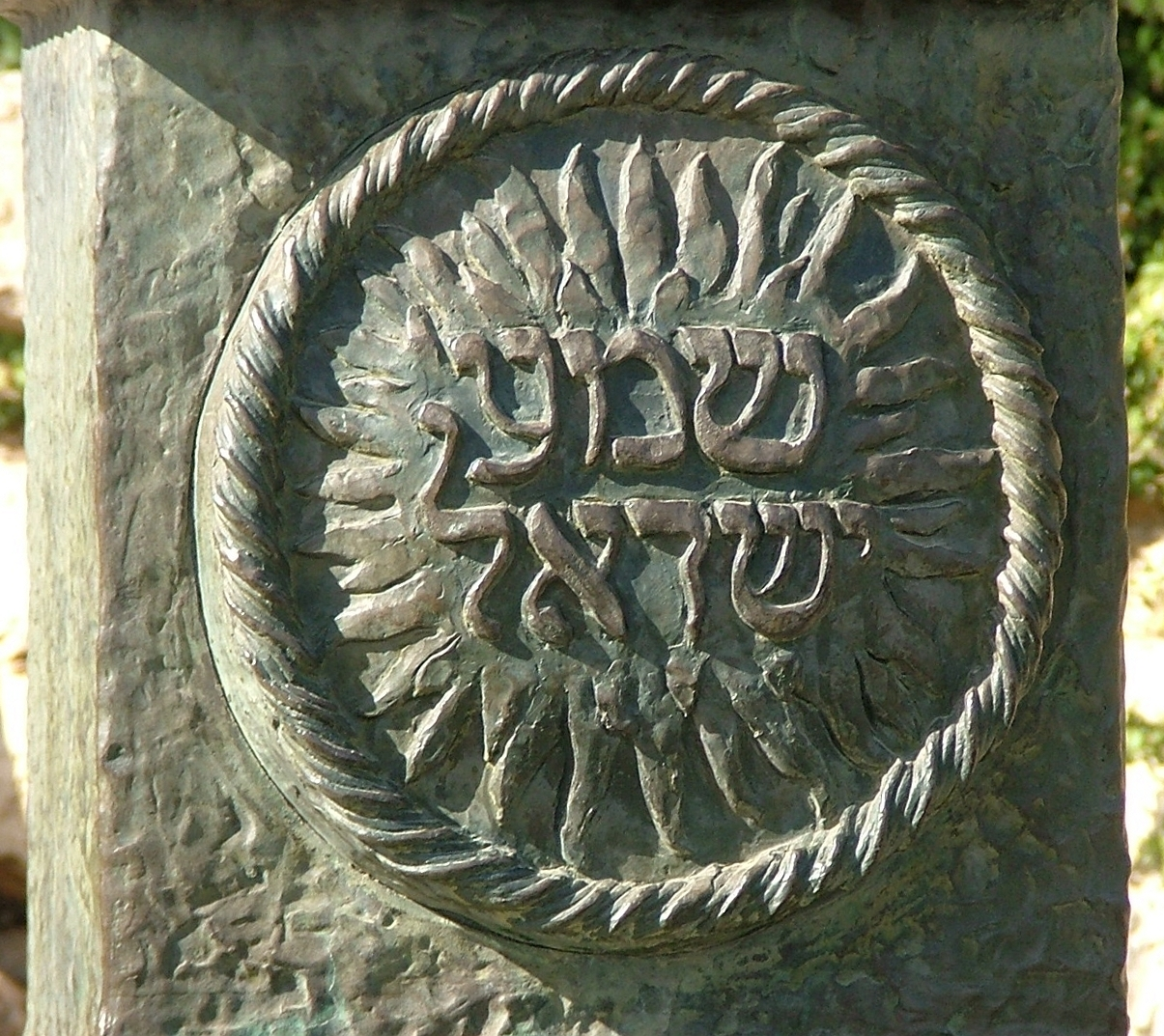
Шма на Менорі в Кнесеті в Єрусалимі

Можливо, в Храмі вимовляли Шма на ранковій службі. Незважаючи на талмудичний звичай починати день з вечора, храмове служіння здійснювали зранку, починаючи з першими променями сонця (у талмудичний період встановили вимовляти Шма на ранковій зорі). Спочатку вимовляли лише один рядок  — "Послухай, Ізраїль! Вс-вишній - Б-г наш, Вс-вишній - єдиний!" (Повт. Закону 6:4), інші рядки додали пізніше . Вечірнє вимовляння Шма - це пізній звичай, оскільки ввечері у Храмі жертв не приносили і Шма не читали. Вимовляння перших двох заповідей з Декалогу перед вимовлянням першого рядка Шма стало звичаєм в грецький період супроти язичницького багатобожжя . Шма вивчали напам'ять, тому вимовляли його всі разом у гармонії[7]. Шма в юдаїзмі має таке ж найвище значення, як символ віри у християнстві і шагада в ісламі .

## Закони читання
Шма потрібно читати, зосереджуючись на значеннях слів; якщо молитва була прочитана без належної уваги, її потрібно прочитати знову. Якщо Шма читається на ходу, треба зупинитися і прочитати хоча б перший рядок спокійно. Є звичай, для кращої уваги під час читання першого рядка закривати очі правою рукою. З тієї ж причини звичайно читають перший рядок голосно. Під час читання Шма не можна моргати або жестикулювати, слова потрібно вимовляти зі страхом і повагою. Шма треба читати достатньо голосно, щоб слова можна було чути, адже сказано "слухай, Ізраїлю". Кожне слово потрібно вимовляти чітко і слідкувати, щоб слова, які починаються і закінчуються на одну й ту ж букву, не зливалися одне з одним. Шма можна читати будь-якою мовою, але інтонація та наголос на словах повинні відповідати івритському варіанту. Якщо є сумніви щодо правильності читання молитви, її треба прочитати ще раз у правильному порядку. Заборонено переривати того, хто читає Шма. Шма заборонено читати в нечистому місці і в присутності оголеного тіла. Жінки (які можуть бути звільнені від виконання заповіді час від часу) і діти не зобов'язані читати Шма, але можуть робити це за бажанням. Тим не менше, жінки традиційно читають Шма.

## Переклад українською із івриту

#### Повторення Закону 6:4-9
- Слухай, Ізраїлю! Господь Наш Бог, Господь єдиний!  (Перший рядок промовляють, прикривши очі правою рукою)
- І люби Всевишнього, Бога твого, всім серцем твоїм, і всією душею твоєю, і всією силами (суттю) твоєю.
- І хай будуть ці слова, які Я заповідаю тобі сьогодні, на серці твоєму.
- І повторюй їх дітям твоїм, і говори про них, сидячи у домі твоєму, йдучи дорогою, лягаючи та встаючи.
- І прив'яжи їх, як знак на руку твою, і хай будуть вони пов'язкою між очима твоїми.
- І напиши їх на одвірках дому твого і на воротах твоїх.

#### Повторення Закону 11:13-21
- І буде так, якщо ви слухатимете заповіді Мої, які Я заповідаю вам сьогодні, любити Всевишнього, Бога Вашого, і служити Йому всім серцем вашим і всією душею вашою,
- то дам дощ вашій землі вчасно, ранній і пізній, і зберете зерно своє, і вино своє, і оливкову олію свою.
- І дам траву на полях ваших для худоби вашої, і будете їсти й насичуватися.
- Стережіться, щоб не спокусилося серце ваше, і ви не відступили, і не служили іншим богам, і не поклонялися їм.
- Бо тоді запалає гнів Всевишнього на вас, і замкне небо, і не буде дощу, і земля не дасть врожаю свого, і загинете швидко з доброї землі, яку Всевишній дає вам.
- Тож покладіть ці слова Мої на серце ваше і на душу вашу, і прив'яжіть їх як знак на руку вашу, і хай будуть вони пов'язкою між очима вашими.
- І навчайте їх дітей ваших, говорячи про них, сидячи в домі вашому, йдучи дорогою, лягаючи та встаючи.
- І напишіть їх на одвірках дому вашого і на воротах ваших, щоб продовжувалися дні ваші і дні дітей ваших на землі, яку Всевишній заприсягнувся дати батькам вашим, як довгі дні небес над землею.

#### Числа 15:37-41
- І сказав Всевишній Мойсею, промовляючи:
- Говори синам Ізраїлевим і скажи їм, щоб вони робили собі китиці на краях одягу у всіх поколіннях роду їх, і вплітали в кожну китицю блакитну нитку.
- І буде це вам китиця, і дивлячись на неї, ви будете згадувати всі заповіді Всевишнього й виконувати їх, і не будете ходити за серцем вашим і за очима вашими, які вас спокушають.
- Щоб пам'ятали і виконували всі заповіді Мої, і були святими перед Богом вашим.
- Я Всевишній, Бог Ваш, який вивів вас із землі Єгипетської, щоб бути вашим Богом:
- Я Всевишній, Бог Ваш.

## Транскрипція зівриту

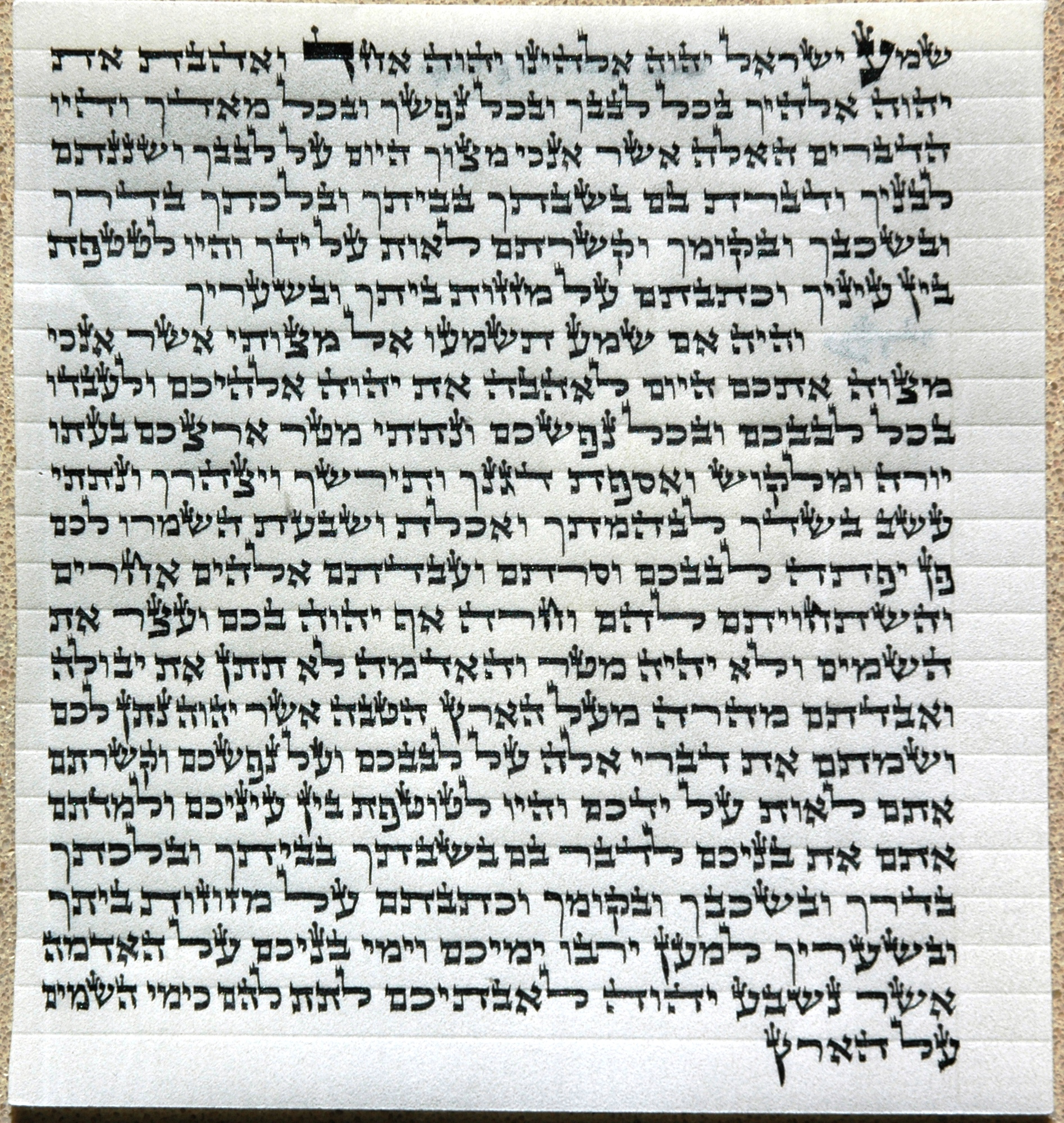
Текст Шма на біблійській єврейській мові, який вміщують у мезузі (дві частини, в яких згадується про мезузу). Остання буква Аїн (ע) першого слова "шма" і остання буква Далет (ד) останнього слова "ехад" в рядку (Втор. 6:4) збільшені і разом утворюють слово "ед" («свідок»)."

#### Шма (Дварим 6:4-9)
- Шма Ісраель, Адонай Елогейну, Адонай Ехад
- Веагафта ет Адонай Елогеха беколь-левавеха увеколь-нафшеха увеколь-м'одеха.
- Веаг'ю гадаварім гаеле ашер анохі мецавха гайом аль-левавеха.
- Вешінантам леванеха ведібарта бам - бешівтеха бевейтаха увелехтеха ва'дерех увешохбеха увекумеха.
- Укшартам ле'от аль-ядеха веаю летотафот бен ейнеха.
- Ухтавтам аль-мезузот бейтаха увіш'ареха.

#### Веѓаѓа (Дварим 11:13-21)
- Вегая, ім-шамоа тішм'у ель-міцвотай ашер анохі мецаве етхем гайом леагава ет-Адонай Елогейхем улеовдо беколь-левавхем увеколь-нафшехем.
- Венататі метар-арцехем беіто, йоре умалкош; веасавта деганеха ветірошха веїцгареха.
- Венататі есев бесадеха лівгемтеха; веахалта весава'та.
- Гішамеру лахем пен іфтех левехем весартем ваавадтем елохім ахерім вегіштехавітем ла'хем.
- Вехара аф-Адонай бахем веацар ет-хашамайім вело-їг'є матар веаадама ло тітен ет-євула ваавадтем мехера меаль гаарец хатова ашер Адонай нотен лахем.
- Весамтем ет-даварай еле аль-левавхем веаль-нафшехем укшартем отам леот аль-єдхем веаю летотафот бен ейнейхем.
- Велімадтем отам ет-бенейхем ледабер бам бешівтеха бевейтаха увелехтеха ва'дерех увешохбеха увекумеха.
- Ухтавтам аль-мезузот бейтаха увіш'ареха.
- Лемаан ірбу йемейхем ви'йемей бенейхем аль гаадама ашер нишба Адонай лаавотейхем латет ла'хем кі'мей гашамайім аль-гаарец.

#### Ваїомер (Бамидбар 15:37-41)
- Вайомер Адонай ель-Моше лемор.
- Дабер ель-бней Ісраель веамарта алехем - веасу ла'хем ціціт аль канфей вігдехем ледоротам; венатну аль-ціціт гаанаф птіль тхелет.
- Вегая лахем леціціт ур'і'тем ото уз'хартем ет-коль-міцвот Адонай ваасітем отам; вело-татуру ахарей леввехем веахарей ейнейхем ашер-атем зонім ахарейхем.
- Лемаан тизкру ваасітем ет-коль-міцвотай вег'йітем кдошім леелогейхем.
- Ані Адонай Елогейхем ашер-готцеіті етхем меерец Міцраїм лігійот лахем леелогім: Ані Адонай Елогейхем.

## Переклад українською ізідиш(ашкеназі)
- Послухай, Ізраїль! Всевишній - Б-г наш, Всевишній - єдиний! (Перший рядок промовляють, прикривши очі правою рукою)
- Благословенне славне ім'я царства Його на віки віків!
- І люби Всевишнього, Бога твого, всім серцем твоїм, і всією душею твоєю, і всією суттю своєю.
- І будуть ці слова, які Я заповідав тобі сьогодні, в серці своєму,
- і повторюй їх синам твоїм, і говори їх, як сидітимеш удома, перебуваючи в дорозі, лягаючи і встаючи;
- І пов'яжи їх як знак на руку твою, і будуть вони знаками над очима твоїми, і напиши їх на одвірках дому свого і на воротах своїх.
- І буде так: якщо послухаєте Моїх заповідей, які Я даю вам сьогодні, [послухаєте], люблячи Всевишнього, Бога вашого і служачи йому всім своїм серцем та всією душею вашою, то
- дам Я дощі землі вашої вчасно: дощ після сівби і дощ перед жнивами, - і збереш ти своє збіжжя, і вино своє, і масло олив своїх.
- І дам траву на полі твоєму для худоби твоєї, і будеш ти їсти досхочу.
- Бережіться, щоб ваші серця не піддалися спокусі, щоб не згорнули ви зі шляху і не служили іншим божествам і не поклонялися їм,
- інакше розгнівається на вас Всевишній і замкне небо, і не буде дощу, і земля не стане приносити свої плоди, і зникнете ви незабаром з лиця благодатної землі, яку Всевишній дає вам.
- Прийміть ці Мої слова серцем вашим і душею вашою, і пов'яжіть їх як знак на вашу руку, і будуть вони знаками вашими.
- І навчіть їм синів ваших, щоб ви всі вимовляли їх, сидячи в домі своєму, перебуваючи в дорозі, лягаючи і встаючи; і напишіть їх на одвірках дому свого і на брамах своїх,
- щоб ви та ваші сини жили в країні, про яку Всевишній клявся вашим батькам, [обіцяючи] дарувати [її] їм так довго, як довго існують небеса над землею.
- І сказав Всевишній до Мойсея: Звернися до синів Ізраїлевих і скажи їм, щоб у всіх поколіннях робили вони собі китиці-цицит на кутках одягу і вплітали в кожну китицю-цицит блакитну нитку.
- І вона буде у вас в китиці-цицит, і побачивши її, ви будете згадувати всі заповіді Всевишнього і виконувати їх; і не будете блукати, зваблені серцем і очима вашими, які спокушають вас.
- Щоб пам'ятали ви та виконували всі заповіді Мої і були святі перед вашим Богом.
- Я, Всевишній, - Бог ваш, що вивів вас із землі Єгипетської, щоб бути вашим Богом.
- Я, Всевишній, - Бог ваш. (Істина).[4]

## Транскрипція ізідиш(ашкеназі)
- Шма Ісроейл Адойной Елойгейну Адойной ехад
- Борух шейм квойд малхусой леойлом воед
- Веогавто ейс Адойной Елойгехо, бехол левовхо увехол нафшехо увехол меойдехо.
- Вегойу адворім оейле, ашер онойхі мецавхо гайойм ал левовехо.
- Вешинантом левонехо вэдібарто бом, бешивтехо бевейсехо увелехтехо вадерех, увэшохбехо увекумехо.
- Укшартом леойс ал йодехо, веойу летойтофойс бейн ейнехо.
- Ухсавтом ал мезузойс бейсехо, увиш'орехо.
- Ве-ойо ім шомойа тішмеу ел міцвойсай ашер онойхі мецаве есхем гайойм, леагаво ес Адойной Елойгейхем улеовдой бехол левавхем увехол нафшехем.
- Веносаті метар арцехем беітой йойре умалкойш, веосафто дегонехо весіройшхо вейіцhорехо.
- Вэносаті ейсев бесодхо лівгемтехо, веохалто весовото.
- Ішомру лохем пен йіфте левавхем, весартем ваавадетем Элойгім ахейрім веіштахавітем логем.
- Вехоро аф Адойной бохем веоцар ес гашомайім велой йіг'є мотор вегоадомо лой сітен ес йевуло, ваавадтем меейро меал гоорэц атойво ашер Адойной нойсен лохем.
- Весамтем ес дворай ейле ал левавхем веал нафшехем укшартем ейсом леойс ал йедхем вегою летойтофойс бейн ейнейхем.
- Велімадтем ойсом ес бнейхем ледабейр бом, бешивтехо бевейсехо увелехтехо вадерех увешохбехо увекумехо.
- Ухсавтом ал мезузойс бейсэхо увіш'орехо.
- Лемаан йірбу йемейхем вімей внейхем ал гоадомо ашер нішба Адойной лаавойсейхем лосейс логем, кімей гашомайім ал гоорэц.
- Вайоймэр Адойной эл Мойше лэймейр.
- Дабейр ел бней Йисроейл веомарто алейгем веосу логем цицис ал канфей вігдейгем ледойройсом, веносну ал цицис аконоф, псіл тхейлес.
- Веойо лохем лецицис, ур'йеісем, ойсей, узхартем, ес кол міцвойс Адойной, ваасісем, ойсом, велой сосуру ахарей левавхем веахарей ейнейхем ашер атем зойнім ахарейгем.
- Лэмаан тізкэру ваасісем ес кол міцвойсой, вігйісем кдойшим лЕйлойгейхем:
- Ані Адойной Елойгейхэм ашер ойцейсі есхем мейерец міцрайім лігйойс лохем лЕлойгім, ані Адойной Елойгейхем. (Емес).[4]

## Згадування у джерелах

### Мішна
У Мішні зазначено, що час читання Шма — від світанку до сходу сонця; ранкову Шма читають стоячи, вечірню — лежачи на лівому боці, опираючись на лікті; вранці співають два благословення одне перед і одне після Шма, ввечері два перед і два після Шма; Шма складається з трьох цитат. У Мішні (Тамід 5) описується читання Шма в Храмі:
Ведучий говорив до них: "Благословіть одним благословенням!" І вони благословляли. "Прочитайте «Десять заповідей», «Шма», «І якщо ви послухаєте», «І сказав»  Благословіть народ трьома благословіннями «Істинно і безперечно» (эмет ве-йацив), «Служіння» (авода) і «благословенням священиків» (біркат коханім (Чис. 6:24—26)).
Маймонід коментував: благословення до Шма — «Вічною любов'ю» (ахават олам), а коли сонце зійде, — «Той, хто створює світло» (йоцер ор), «Десять заповідей» читати щоденно, після — «Шма» [24], далі — «Так і безперечно» (эмет ве-йацив), і «Служіння» (реце), «Подяка» (модім), і «Благословення миру» (сім шалом).

### Талмуд
У Талмуді зазначається, що спочатку Шма — це лише один рядок "Слухай, Ізраїль! Вс-вишній Б-г наш, Вс-вишній єдиний" (Втор. 6:4), який потім був збільшений до цілого відривка (6:4—9), а пізніше збільшений до трьох відривків (6:4—9, 11:13—21; Чис. 15:37—41). 
Як тільки дитина навчиться говорити, його батько вчить його Тори і читання Шма. Тора — що це? Сказав рав Хамнуна: «Тору заповів нам Мойсей, спадщина громади Якова». Читання Шма — що це? «Це — перший рядок [Шма]».
Вавилонський Талмуд, Сукка 42 а 
Вчили наші рабини: «„Слухай, Ізраїль! Вс-вишній Б-г наш, Вс-вишній єдиний“ — саме на цих словах необхідно зосередитися».

— Вавилонський Талмуд, Брахот 13 б

### Євангеліє
У Мк. 12:29 на питання про те, яка заповідь є першою, Ісус назвав Шма «першою» (тобто, пріоритетною, головною за старшинством): 
Один із книжників, чуючи їх суперечки і що Ісус добре їм відповідав, підійшов і запитав Його: яка перша з усіх заповідей? Ісус відповів йому: перша з усіх заповідей: слухай, Ізраїлю! Господь Бог наш є Господь єдиний; і люби Господа Бога твого всім серцем твоїм, і всією душею твоєю, і всім розумінням твоїм, і всією силою твоєю, — ось перша заповідь! Друга подібна їй: люби ближнього свого, як самого себе. Іншої більшої заповіді за ці немає. Книжник сказав Йому: добре, Учителю! Ти сказав істину, що один є Бог і немає іншого, крім Нього; і любити Його всім серцем і всім розумом, і всією душею, і всією силою, і любити ближнього, як самого себе, є більше за всі всеспалення і жертви.

Мк. 12:29